# Norris Poulson

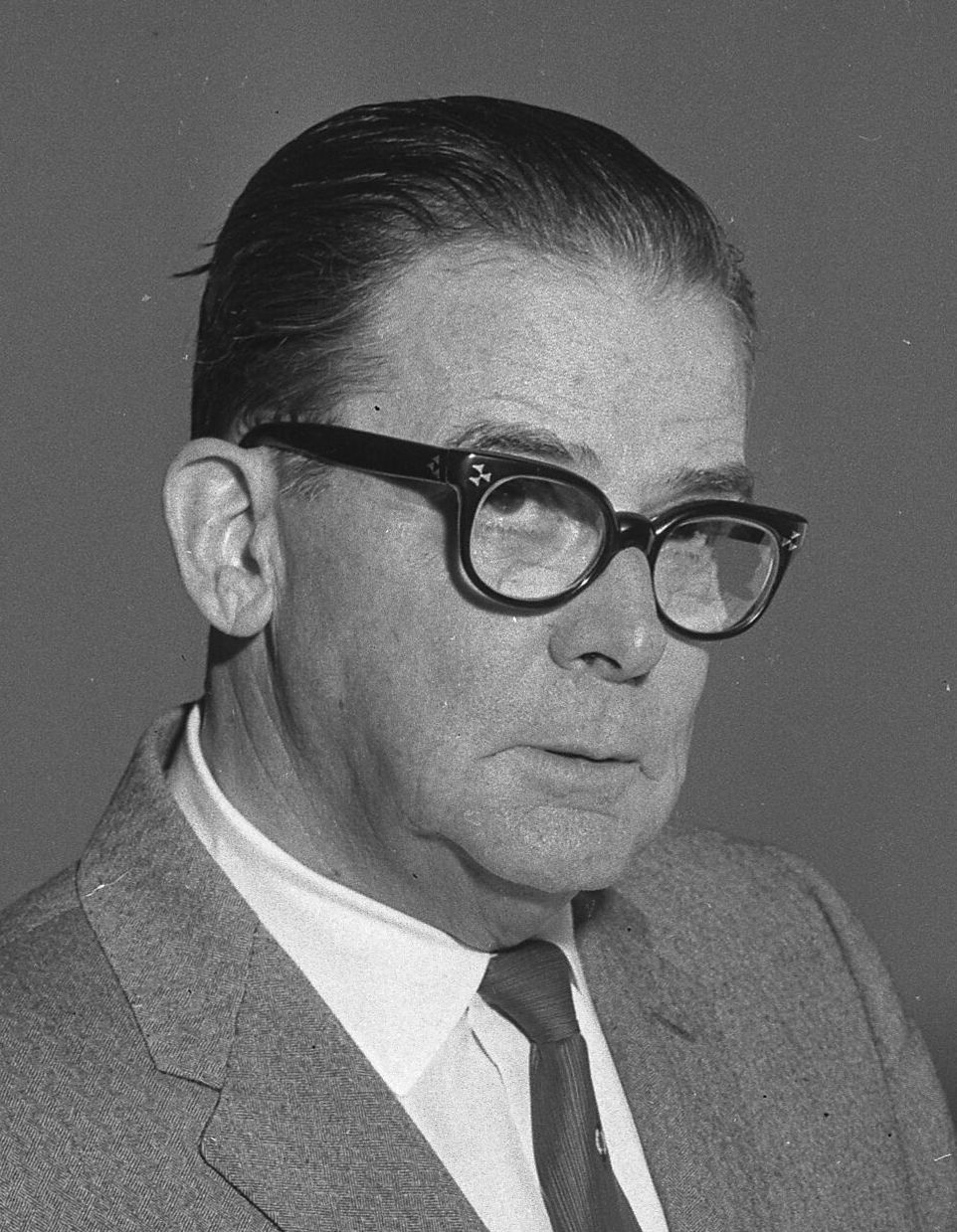
Norris Poulson (1959)

Charles Norris Poulson (* 23. Juli 1895 bei Haines, Baker County, Oregon; † 25. September 1982 in Orange, Kalifornien) war ein US-amerikanischer Politiker der Republikanischen Partei. Zwischen 1943 und 1953 vertrat er zwei Mal den Bundesstaat Kalifornien im US-Repräsentantenhaus; danach wurde er Bürgermeister von Los Angeles.

## Werdegang
Norris Poulson wuchs auf einer Ranch in Oregon auf. Er besuchte die öffentlichen Schulen seiner Heimat und danach das Oregon State College in Corvallis. Im Jahr 1923 zog er nach Los Angeles, wo er bis 1925 an der dortigen Southwestern University studierte. Im Jahr 1933 wurde er staatlich vereidigter Buchprüfer. Gleichzeitig begann er als Mitglied der Republikanischen Partei eine politische Laufbahn. Zwischen 1938 und 1942 saß er als Abgeordneter in der California State Assembly. Insgesamt sieben Mal war Poulson Delegierter auf den regionalen Parteitagen der Republikaner in Kalifornien. Im August 1956 nahm er auch an der Republican National Convention in San Francisco teil, auf der Präsident Dwight D. Eisenhower zur Wiederwahl nominiert wurde.
Bei den Kongresswahlen des Jahres 1942 wurde Poulson im 13. Wahlbezirk von Kalifornien in das US-Repräsentantenhaus in Washington, D.C. gewählt, wo er am 3. Januar 1943 die Nachfolge von Charles Kramer antrat. Da er im Jahr 1944 nicht bestätigt wurde, konnte er bis zum 3. Januar 1945 zunächst nur eine Legislaturperiode im Kongress absolvieren. Diese war von den Ereignissen des Zweiten Weltkrieges geprägt. Bei den Wahlen des Jahres 1946 wurde Poulson erneut im 13. Distrikt in den Kongress gewählt, wo er als Nachfolger von Ned R. Healy zwischen dem 3. Januar 1947 und dem 3. Januar 1953 zwei weitere Legislaturperioden verbringen konnte. Im Jahr 1952 wurde er im damals neu eingerichteten 24. Bezirk gewählt. Diesen vertrat er vom 3. Januar 1953 bis zu seinem Rücktritt am 11. Juni dieses Jahres. Zu diesem Zeitpunkt war Poulson Vorsitzender des Committee on Interior and Insular Affairs. Seine zweite Zeit im Kongress war von den Ereignissen des Kalten Krieges und des Koreakrieges bestimmt.
Poulsons Rücktritt erfolgte wegen seiner dann erfolgreichen Kandidatur zum Bürgermeister von Los Angeles. Dieses Amt bekleidete er als Nachfolger von Fletcher Bowron zwischen 1953 und 1961. In dieser Zeit wurden sowohl der Flughafen als auch der Seehafen dieser Stadt ausgebaut. Er setzte sich auch für die Rassengleichberechtigung bei der städtischen Polizei und Feuerwehr ein. Im Jahr 1961 wurde er nicht wiedergewählt, was auch mit einer Kehlkopferkrankung zu tun hatte, die ihn während des Wahlkampfs am Sprechen hinderte; er unterlag Sam Yorty. Zwischen 1963 und 1969 war Poulson Staatsbeauftragter für Wasserangelegenheiten (State Water Commissioner). Er verbrachte seinen Lebensabend in Tustin und starb am 25. September 1982 in Orange.